# 플랜츠 오브 더 월드 온라인
플랜츠 오브 더 월드 온라인(Plants of the World Online)은 큐 왕립식물원(Royal Botanic Gardens, Kew)이 출간하는 온라인 데이터베이스이다. 2017년 3월 시작하였으며 궁극적인 목적은 "사용자들이 2020년의 세계에서 알려진 모든 종자식물의 정보에 접근할 수 있도록 하는 것"이다. 초기에는 열대 아프리카 식물상, 특히 Zambesiaca 식물상, 서부 열대 아프리카 식물상, 열대 동아프리카 식물상에 초점을 두었다.

## 같이 보기
- 생물 다양성 협약
- 트로피코스
- 선별된 식물 과의 세계 점검표